# Lago Sandoval
Il Lago Sandoval è un lago del Perù situato nella Provincia di Tambopata nei pressi della città di Puerto Maldonado.

## Geografia
Il lago sorge all'interno della Riserva Nazionale Tambopata a circa 8 km ad est di Puerto Maldonado ed ha un'estensione di circa 127 ettari. La sua origine è dovuta all'allagamento di una delle anse del Río Madre de Dios.
Per raggiungere il lago è necessario percorrere in barca un tratto del Río Madre de Dios proseguendo poi via terra per un sentiero che attraversa la vegetazione sino alle rive del lago, non vi è un accesso diretto via acqua.
La temperatura dell'acqua è compresa tra i 20° e i 26° C.

## Flora e Fauna
Tra le varietà botaniche presenti nell'area del lago vi sono l'orchidea, il platanillo (Heliconia collinsiana), l'hungurahua (Oenocarpus bataua) e l'aguaje (Mauritia flexuosa).
La fauna del lago è caratterizzata dalla presenza di diverse specie di animali acquatici tra cui tartarughe (Podocnemis unifilis / Podocnemis expansa), la lontra gigante (Pteronura brasiliensis) e il caimano nero (Melanosuchus niger).
Per quanto riguarda la fauna ittica è da segnalare la presenza del paiche (Arapaima gigas).
La preservazione dell'ecosistema del Lago Sandoval, e di tutta la Riserva Nazionale di Tambopata, è affidata alla Frankfurt Zoological Society (FZS), organizzazione internazionale che si occupa della tutela della biodiversità in diverse aree del pianeta.